# Вукодлак
Вукодлак (познат и као ликантроп или човек-вук) је митолошко биће, и представља човека који се у ноћи пуног месеца претвара у вука.

## Порекло вукодлака
Још у шаманизму, јавља се тежња за стварањем духовних веза између човека и различитих животиња. Сви народи су имали неку животињу за тотемску, за коју су веровали да од ње потичу. Многим народима је вук био тотемска животиња: Неури, Срби, итд.
Грчки песник Овидије, у својој књизи Метаморфозе, забележио је легенду о аркадијском краљу Ликаону који прави гозбу у част Зевса, али припремљену од људског меса и због тога га Зевс претвара у вука. По имену краља Ликаона, и легенди о краљу Ликаону и Зевсу, настаје и појам ликантропија.
Према грчком историчару Херодоту, постојао је народ Неури који су живели у близини Скита (отприлике на територији данашње Пољске) и којих су се Скити плашили јер су веровали да су то вукодлаци.
За Псоглаве, расу људи са главом пса, се верује да су били људождери. Од тог народа потиче и свети Кристофер.
У нордијском фолклору још постоје легенде о ратницима Берзеркерима. Пре него што ће отићи у битку, ратници су се облачили у медвеђе и вучје коже, по чему су и добили своје име које на старом нордијском језику управо то и значи — људи који су обучени као медведи. Када се ратник обуче у кожу медведа или вука, веровао је да је дух те животиње улазио у њега и да је постајао та животиња. Током битке, упадали су у транс током ког се никога нису плашили, нису осећали никакав бол, добијали су надљудску снагу и никада се нису хтели предавати.
Један византијски цар је описао да су се Берзеркери у борби борили као дивље, неустрашиве звери.

## Мит о вукодлаку
У средњем веку су вештице биле повезане са вукодлацима и веровало се да могу да се претворе у вукодлака помоћу магичних формула или облачењем вучје коже. Модерни прикази вукодлака у литератури и филму представљају их као осетљиве на сребро, што води порекло из новије германске митологије 19. века.
У многим земљама се зна за вукодлаке: Француска (loup-garou), Грчка (λυκάνθρωπος), Шпанија (hombre lobo), Бугарска (вълколак или върколак), Србија (вукодлак), Турска (kurtadam), Чешка (vlkodlak), Русија (оборотень), Украјина (вовкулак(а), вурдалак(а), вовкун, перевертень), Пољска (wilkołak), Румунија (vârcolac), Шкотска (werewolf, wulver), Енглеска (werewolf), Ирска (faoladh или conriocht), Немачка (Werwolf), Холандија (weerwolf), Данска/Шведска/Норвешка (Varulv), Норвешка и Исланд (kveld-ulf, varúlfur), Галиција (lobisón), Португал и Бразил (lobisomem), Летонија (vilkolakis и vilkatlakis), Литванија (vilkatis и vilkacis), Андора (home llop), Мађарска (Vérfarkas и Farkasember), Естонија (libahunt), Финска (ihsmissui и vironsusi), и Италија (lupo mannaro).